# Себастијан Коатес
Себастијан Коатес Нион (шп. Sebastián Coates Nion; Монтевидео, 7. октобар 1990) професионални је уругвајски фудбалер који игра у одбрани на позицији централног бека. Тренутно је играч Насионала и члан репрезентације Уругваја.

## Клупска каријера
Коатес је професионалну каријеру започео у екипи Насионала из Монтевидеа, тима у којем је почео да тренира фудбал још као једанаестогодишњи дечак. Први професионални уговор са тимом потписао је након навршених 18 година, у јануару 2009. и већ на почетку је успео да се избори за позицију у тиму. Током три сезоне проведене у уругвајском првенству одиграо је укупно 92 утакмице и постигао 8 голова, освојивши и две титуле националног првака.
Последњег дана летњег прелазног рока 2011. године потписује вишегодишњи уговор са енглеским Ливерпулом вредан око 8 милиона евра. За нови тим дебитује већ 18. септембра у утакмици против Тотенхема, док први гол у дресу Ливерпула постиже 21. марта 2012. на утакмици са Квинс Парк ренџерсима. Повреда колена коју је зарадио играјући за репрезентацију у пријатељској утакмици са Јапаном током августа 2013. удаљила га је од терена већи део сезоне, а потом утицала и на његово прослеђивање у Насионал и Сандерланд где је играо као позајмљен играч наредних сезону и по.
У јулу 2015. потписује четворогодишњи уговор са Сандерландом вредан око 2,5 милиона евра. За енглеског премијерлигаша је одиграо први део сезоне 2015/16, а потом је прослеђен на позајмицу у португалски Спортинг из Лисабона, тим са којим у фебруару 2016. потписује петогодишњи уговор вредан 4,72 милиона евра.

## Репрезентативна каријера
За сениорску репрезентацију Уругваја дебитује 23. јуна 2011. у пријатељској утакмици против Естоније, а две недеље касније игра и утакмицу првог кола Копа Америке против селекције Чилеа. Коатес је на том турниру одиграо и преостале утакмице свог тима (изузев четвртфинала због парних картона), репрезентација Уругваја је освојила златну медаљу и 15. титулу јужноамеричког првака, а Себастијан је проглашен за најбољег младог играча турнира.
Потом је играо и за олимпијску селекцију на ЛОИ 2012. у Лондону, те на Купу конфедерација 2013. године.
На светским првенствма дебитује у Бразилу 2014. где је одиграо утакмицу против Енглеске 16. јуна. На светским првенствима поново је заиграо и четири године касније, у Русији 2018. године.

## Трофеји

### Клупски
Насионал
- Првенство Уругваја (2) : 2008/09, 2010/11.
- Лига куп Уругваја – турнир Интермедио (1) : 2024.

Ливерпул
- Лига куп Енглеске (1) : 2011/12.

Спортинг Лисабон
- Првенство Португала (2) : 2020/21, 2023/24.
- Куп Португала (1) : 2018/19.
- Лига куп Португала (4) : 2017/18, 2018/19, 2020/21, 2021/22.
- Суперкуп Португала (1) : 2021.

### Репрезентативни
Уругвај
- Копа Америка (1) : 2011.
- Међународни куп Кине (2) : 2018, 2019.

### Индивидуални
- Најбољи млади играч Копа Америке 2011.[1]
- Најбољи фудбалер године у Уругвају 2011.